# Oh, diese Jugend
Oh, diese Jugend ist eine deutsche Fernsehfilmkomödie von Georg Leopold aus dem Jahr 1962 und war nach Papas neue Freundin und Vielgeliebtes Sternchen der dritte und letzte Teil der Filmreihe um die Familie Bach. Während die ersten beiden Teile von der DEFA im Auftrag des DFF produziert worden waren, war der dritte Teil eine Eigenproduktion des DFF.

## Handlung
Schauspieler Maximilian Krone hat mit Oh, diese Jugend ein Stück für Laientheater geschrieben, das Familienoberhaupt Franz Bach mit seiner Frau Margarete, den Söhnen Klaus und Täve, seiner Schwiegertochter Irene und Tochter Sabine aufführen will. Auch Täves bester Freund Atze ist mit von der Partie. Geübt werden soll unter anderem im bevorstehenden Campingwochenende am Müggelsee. Das Stück behandelt unter anderem die von den Eltern unverstandene Beziehung ihrer Tochter zu einem Halbstarken. Margarete sorgt sich auch real um Sabine, die bald 17 wird und im zukünftigen Apotheker Sigi bereits einen Freund hat. Sie benimmt sich zunehmend rebellisch und widerspenstig. Was die Eltern nicht wissen, ist, dass Sabine in einem Café tatsächlich die Halbstarken Otto Hecht, genannt Pepe, und Freddy Penner kennengelernt hat. Sie hat beiden verraten, wo sie Kurzurlaub machen wird und so trifft die Familie Bach am Müggelsee fast der Schlag, als sie Sabine mit Freddy und Pepe reden sieht. Vor allem Franz, der sich angesichts des Stücks schon in Toleranz geübt hat, verbietet Sabine nun den Umgang mit den beiden Jungen. Sabines überkorrekter und fast übertrieben höflicher, dafür aber schwächlicher Freund Sigi sorgt wiederum bei Täve und Atze eher für Heiterkeit.
Pepe und Freddy mieten sich ein Segelboot. Als Sabine zu weit in den See hinausschwimmt und nah am Boot ist, gibt sie vor einen Wadenkrampf zu haben, und wird von Pepe aufs Boot gezogen. Sigi, der am Ufer noch angegeben hatte, Rettungsschwimmer zu sein, kehrt kraftlos ans Ufer zurück und berichtet den Bachs, dass Sabine von den Halbstarken entführt wurde. In Wirklichkeit freundet sich Sabine vor allem mit Pepe an. Er hat keine Eltern mehr, arbeitet und ist im Gegensatz zu Freddy intelligent. Er könnte von seinem Betrieb aus eine Fachschule besuchen, hat dies jedoch abgelehnt, weil er in dieser Zeit kein Geld verdienen könnte. Mit seinem Einkommen unterstützt er unter anderem Freddy, der nur einen Bruchteil seines Gehalts verdient. Gerade als sich Sabine und Pepe näherkommen, erscheint die aufgeregte Familie Bach. Sigi will sich auf Pepe stürzen, der ihn in den Müggelsee wirft. Täve und Atze wiederum werden von Freddy gejagt und so lässt Sabine Pepe am Ende enttäuscht stehen. In der Nacht rächt sich Freddy an den Bachs. Er bringt das Zelt der Eltern zum Einsturz und wirft Farbe in das Zelt von Täve und Atze. Pepe verschläft die Aktion und weiß von nichts. Die Bachs, die den lachenden Freddy gesehen haben, glauben jedoch, dass auch Pepe am Überfall beteiligt war. Täve und Atze rächen sich auf ihre Art, zerstören die Einrichtung von Pepes Ferienbungalow und verschütten Tinte.
Das Wochenende ist bald vorbei und der Alltag ruft. Die Familie Bach probt mal wieder ihr Theaterstück, doch kann sich Klaus nicht mit der Rolle des Halbstarken Egon identifizieren, zumal er als Egon auch seine Schwester Sabine küssen müsste. Die Proben werden unterbrochen, als Pepe im Garten der Bachs erscheint. Er wird von der Familie beschimpft, entschuldigt sich jedoch für sein Verhalten am See. Von Freddys Aktion weiß er nichts, deutet jedoch an, dass Täve und Atze sicherlich nach ihrer Aktion blaue Finger haben werden. Tatsächlich sind Täves Finger tintenverschmiert und Franz ist beschämt. Er erkundigt sich bei Pepes Arbeitgeber nach dessen Verhalten und hört nur Gutes. Er will ihm helfen. In einem Brief bittet er Pepe um einen Unterredungstermin. Sabine schreibt heimlich dazu, dass Pepe am Sonntagvormittag erscheinen soll und so steht Pepe wenig später im Anzug und mit Blumen überraschend vor der Tür der Bachs. Nach kurzer Irritation wird er eingelassen und das Gespräch entwickelt sich positiv. Freddy, der Pepe heimlich gefolgt ist, findet wenig später am Mittagstisch der Bachs Platz, und auch Maximilian Krone ist eingeladen. Er erkennt, dass Pepe die Rolle des Egon übernehmen sollte. Pepe lehnt zunächst ab, will er doch auf Rat von Franz wirklich ab Frühjahr die Fachschule besuchen. Dann jedoch werden die Bachs schon ein neues Stück einüben und so findet die Premiere schließlich mit Pepe als Egon statt. Das Stück wird ein großer Erfolg und die letzte Szene improvisieren Pepe und Sabine am Ende mit einem langen Kuss, der erst durch den fallenden Vorhang beendet werden kann.

## Produktion
Oh, diese Jugend wurde 1962 gedreht. Nach dem großen Publikumserfolg von Papas neue Freundin (1960) und Vielgeliebtes Sternchen (1961) war der Film der dritte und letzte Teil der Reihe um die Familie Bach. Wie im ersten Teil führte Georg Leopold auch in Teil drei Filmregie. Die Besetzung der ersten beiden Teile blieb unverändert, nur die Rolle der Sabine übernahm nach Birgit Neubert in Teil eins und zwei nun Karin Schröder. Die Kostüme schuf Joachim Voeltzke, die Bauten stammen von Joachim Otto.
Oh, diese Jugend erlebte am 26. Dezember 1962 auf DFF 1 seine Fernsehpremiere. Wie Papas neue Freundin und Vielgeliebtes Sternchen kam auch Oh, diese Jugend nachträglich ins Kino; Premiere war dabei am 9. August 1963.

## Kritik
Das Lexikon des internationalen Films fasste den Film als „Probleme von Halbstarken im Hause Bach, mit Lederjacken, Laienspiel, Tränen und Happy-End“ zusammen und befand: „Annehmbare Unterhaltung ohne Ansprüche.“
Für Cinema war Oh, diese Jugend eine „kurzweilige, schwer angestaubte Komödie“. Frank-Burkhard Habel nannte den Film ein „amüsantes Lustspiel ohne höhere Ansprüche“.